# George Ogden Abell
George Ogden Abell (Los Angeles, 1 maart 1927 – aldaar, 7 oktober 1983) was een Amerikaans astronoom aan de University of California - Los Angeles (UCLA).

## Levensloop
George Ogden Abell behaalde zijn B.S (1951), M.S. (1952) en Ph.D. (1957) aan het California Institute of Technology. Hij was onder andere werkzaam als onderzoeksastronoom en leerkracht en maakte wetenschap en onderwijs populair bij de mensen. Op 22 maart 1955 ontdekte Abell samen met Robert G. Harrington de komeet 52P/Harrington-Abell. 
Samen met Peter Goldreich konkludeerde hij dat planetaire nevels ontstaan uit rode reuzen. 
George Abell werd in 1958 bekend door zijn Abell-catalogus met 4073 clusters van sterrenstelsels. 
Hij was in 1976 een van de oprichters van het Committee for Skeptical Inquiry. Tevens was Abell president van de commissie Kosmologie van de Internationale Astronomische Unie en de Astronomical Society of the Pacific. Ook was Abell voorzitter van de American Astronomical Society en de afdeling Astronomie van de UCLA en was hij lid van de Royal Astronomical Society.
Postuum is George Ogden Abell geëerd met de naar hem vernoemde planetoïde 3449 Abell. Ook de George Abell Observatory aan The Open University in Milton Keynes is naar hem vernoemd.